# John Whittingdale
Sir John Whittingdale (Sherborne, 16 ottobre 1959) è un politico britannico, membro del partito Conservatore che nel periodo 2015—2016 è stato segretario di Stato della Cultura del Regno Unito.

## Biografia
Di origine inglese e della nobiltà scozzese, ha studiato presso l'università di Londra ottenendo un baccellierato in Scienze (BSc).
In occasione delle elezioni generali nel Regno Unito del 1992 è stato eletto alla camera dei Comuni per il collegio di Maldon and East Chelmsford, oggi chiamato collegio di Maldon. Whittingdale ha rappresentato quel collegio elettorale anche nelle successive elezioni.
Sotto il secondo governo Cameron nel 2015 è nominato come ministro della Cultura, Comunicazione e Sport.